# Élisabeth de Hesse-Darmstadt
Pour les articles homonymes, voir Élisabeth de Hesse.
Élisabeth de Hesse-Darmstadt (en allemand : Elisabeth von Hessen-Darmstadt ; 1er novembre 1864 - 18 juillet 1918) est une princesse allemande devenue grande-duchesse de Russie par son mariage avec Serge Alexandrovitch de Russie, un des fils d’Alexandre II.
Petite-fille de la reine Victoria et sœur aînée d'Alix de Hesse-Darmstadt, dernière tsarine de Russie, Élisabeth est célébrée par la haute-société russe pour sa beauté et son travail caritatif auprès des plus démunis. Son mari est assassiné en 1905 par Ivan Kaliaïev, membre du parti des Combattants socialistes révolutionnaires, et Élisabeth lui pardonne publiquement, et fait campagne, en vain, pour qu'il soit gracié. Elle quitte alors la cour pour fonder à Moscou le couvent des Saintes-Marthe-et-Marie, et elle consacre sa vie au soulagement de la misère des plus défavorisés.
En 1918, lors de la Révolution russe, la grande-duchesse fut emprisonnée sur ordre de Lénine et bannie à Perm avant d’être transférée à Ekaterinbourg puis à Alapaïevsk. Elle fut ensuite emmenée dans une mine de fer abandonnée, les yeux bandés, et conduite au fond, où elle a connu une mort cruelle par les bolcheviks.
Aujourd'hui, elle est vénérée comme une sainte martyre par l'Église orthodoxe et fêtée le 18 juillet.

## Biographie

### Famille et enfance

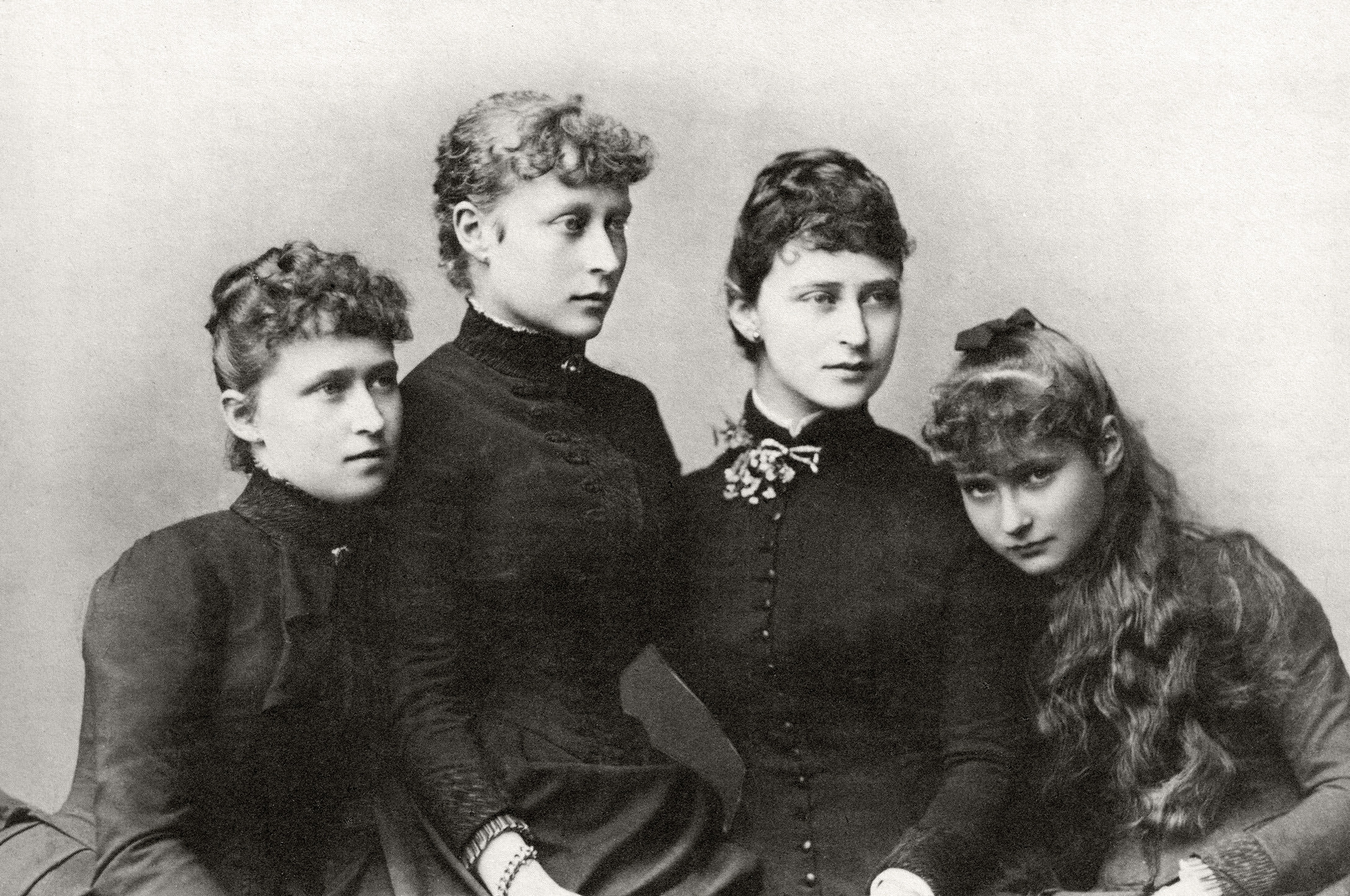
Les quatre filles du grand-duc Louis IV de Hesse en 1885 : Irène, Victoria, Élisabeth et Alix.

Seconde fille du grand-duc Louis IV de Hesse et de la princesse Alice du Royaume-Uni, fille de la reine Victoria, elle reçoit le prénom de sa grand-mère paternelle, Élisabeth de Prusse. Son prénom rend également hommage à une ancêtre de la Maison de Hesse : Sainte Élisabeth de Hongrie. En famille, elle est surnommée « Ella ».
Bien qu'étant une des plus nobles et anciennes maisons souveraines d'Allemagne, la famille d'Élisabeth a un train de vie plutôt modeste. Les enfants nettoient eux-mêmes leurs chambres tandis que leur mère, fille de la reine Victoria du Royaume-Uni, confectionne les vêtements de toute la famille. Élisabeth grandit dans un foyer heureux et influencé par les habitudes britanniques. L'anglais est sa langue maternelle. Les enfants parlent en anglais avec leur mère, et en allemand avec leur père.
La jeune princesse reçoit une éducation très religieuse. Sa mère l'initie très tôt à ses œuvres de charité et Ella visite les malades dans les hôpitaux avec elle. Selon Maurice Paléologue, Alice, amie du théologien David Strauss, aurait ainsi fortement influencé ses filles Alix et Élisabeth concernant leurs croyances et leur « aptitude à l'exaltation religieuse ».
Le 29 mai 1873, la famille de Hesse-Darmstadt est endeuillée par le décès accidentel du prince Frédéric de Hesse-Darmstadt atteint d'hémophilie. Quelques années plus tard, le 8 août 1878, la sœur cadette d'Élisabeth, la princesse Marie de Hesse-Darmstadt, âgée de 4 ans, décède de la diphtérie. La princesse Alice ayant contracté la maladie en soignant ses enfants décède elle aussi le 14 décembre 1878. Élisabeth est la seule de la fratrie à ne pas contracter la maladie car elle est envoyée chez sa grand-mère paternelle dès le début de l'épidémie. Quand elle est enfin autorisée à retourner chez elle, elle décrit[Où ?] les retrouvailles comme étant terriblement tristes et dit avoir l'impression de se retrouver dans un horrible cauchemar[réf. nécessaire]. Après le décès de sa mère, l'éducation de la princesse Élisabeth se poursuit à la cour de la reine Victoria.

### Perspectives de mariage
Charmante et douce, Élisabeth est considérée par les historiens comme par ses contemporains comme l'une des plus belles femmes de son époque.[réf. nécessaire] Son cousin, le prince Guillaume de Prusse, alors étudiant à l'université de Bonn, rend souvent visite à sa tante Alice et sa famille. C'est au cours de ses visites qu'il tombe amoureux d'Élisabeth, et il lui écrit nombre de poèmes. Il la demande en mariage dès 1878, mais elle décline.
À part le futur Kaiser, la princesse a de nombreux autres admirateurs, dont Lord Charles Montagu, le second fils du 7e duc de Manchester.[réf. nécessaire]

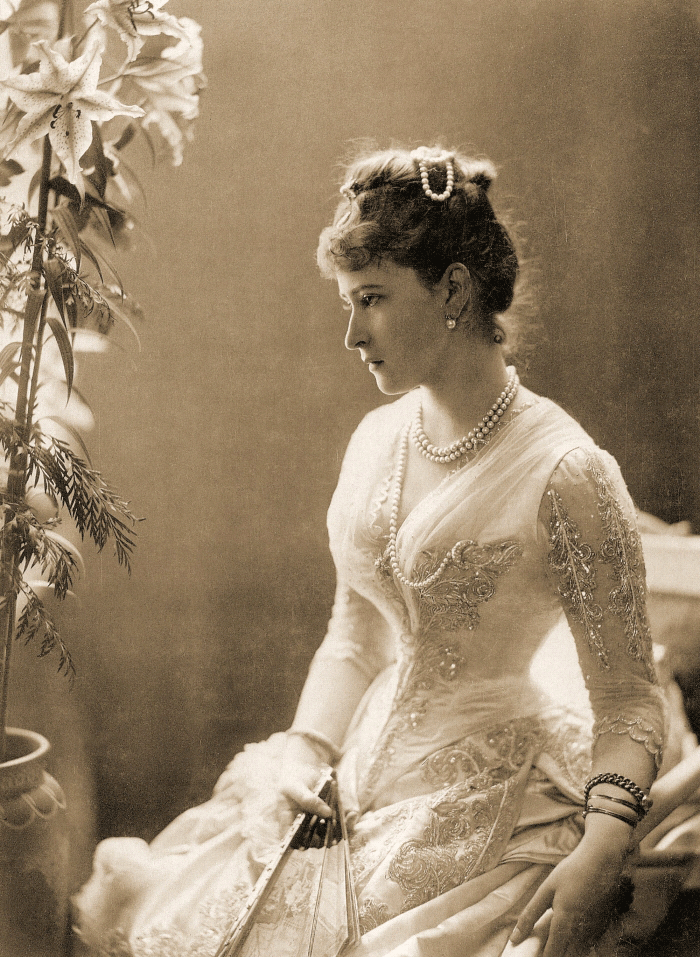
La grande-duchesse Élisabeth en juillet 1887.

Un autre prétendant à la main d'Élisabeth est le futur grand-duc Frédéric II de Bade, le cousin de Guillaume. La reine Victoria le décrit[réf. nécessaire] comme « bon et stable », avec « une position tellement sûre et satisfaisante », et elle « regrette profondément » que la jeune fille refuse de l'épouser. La grand-mère de Frédéric, l'impératrice Augusta, est furieuse d'apprendre qu'Élisabeth a rejeté son petit-fils et mettra du temps à lui pardonner.
Toute sa vie, Élisabeth suscite l'affection et la dévotion de son entourage. Maurice Paléologue écrit dans ses mémoires qu'elle était capable de provoquer des « passions profanes ». Par exemple, le 24 septembre 1884, peu après son arrivée en Russie, le grand-duc Constantin Constantinovitch écrit un poème où il décrit l'excellente impression qu'elle fit à la cour[réf. à confirmer]. Quant au prince Félix Ioussoupov, il la considère comme une seconde mère, et écrit dans ses mémoires[réf. nécessaire] qu'elle l'a soutenu dans les moments les plus difficiles de sa vie. Enfin, elle fascine sa cousine Marie de Saxe-Cobourg-Gotha, alors enfant, qui décrira plus tard dans ses mémoires sa beauté et sa douceur comme tenant du rêve.[réf. nécessaire]

### Grande-duchesse de Russie

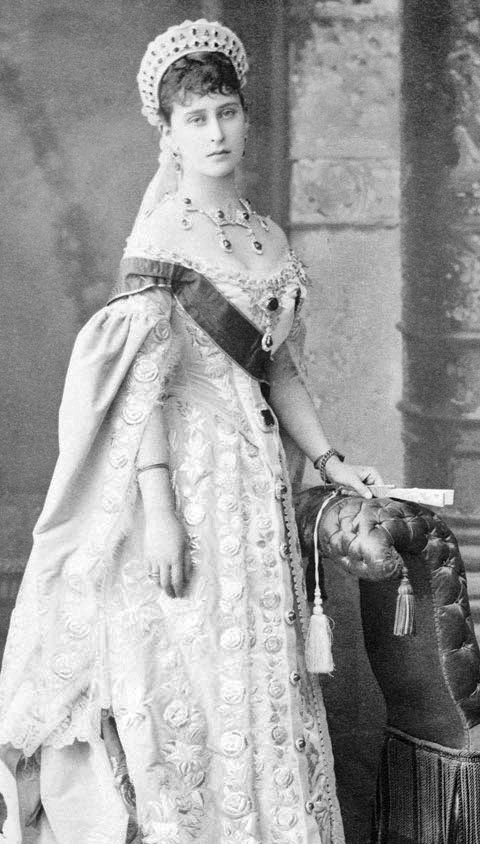
La grande-duchesse Élisabeth en tenue de cour en 1885.

La grand-tante d'Élisabeth, la tsarine Marie de Hesse-Darmstadt, rend fréquemment visite à sa famille, accompagnée de ses deux plus jeunes fils, les grands-ducs Serge et Paul. Élisabeth les connaît depuis l'enfance, et les trouve plutôt hautains et réservés, particulièrement Serge, jeune homme sérieux et intensément religieux.
Élisabeth sympathise avec lui après la mort des parents du jeune homme à un an d'intervalle, en 1880 et 1881 ; elle aussi a perdu sa mère, elle comprend la douleur qu'il ressent. Leurs autres points communs, notamment leur amour de l'art et leur piété, les rapprochent encore. Il est dit que[réf. nécessaire] Serge était particulièrement attaché à Élisabeth car elle avait le même caractère que sa mère. Quand Serge la demande en mariage pour la seconde fois, la jeune femme accepte, au grand chagrin de sa grand-mère la reine Victoria.
La princesse épouse le grand-duc le 3 juin 1884, dans la chapelle du Palais d'Hiver de Saint-Pétersbourg. C'est à leur mariage que le tsarévitch Nicolas, neveu de Serge, rencontre sa future épouse Alix, jeune sœur d'Élisabeth.
Le couple vit dans la propriété d'Ilynskoe située à l'ouest de Moscou. Pendant leurs séjours à Saint-Pétersbourg, ils vivent dans un palais situé à l'angle de la Fontanka et de la perspective Nevski. Plus tard, le grand-duc Serge fait l'acquisition du palais Belosselski-Belozerski qui prend par la suite le nom de Palais Serge.
La nouvelle grande-duchesse fait bonne impression à sa belle-famille et au peuple russe. « Tout le monde est tombé amoureux d'elle au moment où elle est arrivée en Russie de son cher Darmstadt », écrit un des cousins de Serge[réf. nécessaire]. Elle maîtrise rapidement la langue russe, et se convertit le 25 avril 1891 à l'orthodoxie, prenant ainsi le nom d'Élisabeth Feodorovna. 
En 1888, à l'occasion de la consécration de l'église Sainte Marie-Madeleine construite sur le Mont des Oliviers à Jérusalem, le couple se rend en Terre sainte. Les Lieux Saints impressionnent tant Ella qu'elle émet ce souhait : « Je voudrais être enterrée là ». Son vœu sera respecté en 1920[réf. à confirmer].
En 1891, son époux est nommé gouverneur de Moscou. La vie de la grande-duchesse est transformée. En raison du poste occupé par son époux, ses soirées sont consacrées aux réceptions et aux bals, les journées employées à la gestion des associations de charité. Elle visite des hospices de pauvres et des orphelinats. Sur son instance, un hôpital est construit à Illynskoye. En 1892, la grande-duchesse fonde la Société bénévole Elizaveta destinée aux mères célibataires. En outre, elle s'occupe de la filiale russe du Comité des Dames de la Croix-Rouge dont elle devient présidente après la mort de son mari (1905).[réf. nécessaire]
Pendant la Guerre russo-japonaise, la grande-duchesse, déjà présidente de la Croix-Rouge, organise un comité chargé de porter assistance aux soldats, dans le grand palais du Kremlin.
Le couple n'a pas eu d'enfant. Frédéric Mitterrand suppose que le mariage n'a jamais été consommé. Maurice Paléologue décrit le grand-duc Serge comme « le plus soupçonneux et le plus inquisitorial des maris » face à une épouse « calme et docile ». Lorsque le grand-duc Paul est exilé à Paris par Nicolas II, il laisse ses deux enfants, le grand-duc Dimitri et la grande-duchesse Marie, à la grande-duchesse Élisabeth et au grand-duc Serge. 
Élisabeth joue un rôle clef dans le mariage de son neveu par alliance, le tsar Nicolas II de Russie, avec sa jeune sœur Alix. À la consternation de la reine Victoria, elle encourage Nicolas, alors tsarévitch, à courtiser Alix. Quand Nicolas demande Alix en mariage en 1894, et qu'elle le rejette car elle ne veut pas se convertir à l'orthodoxie, c'est Élisabeth qui l'encourage à changer d'avis. Quelques jours plus tard, Nicolas demande Alix en mariage une seconde fois, et la jeune fille accepte.

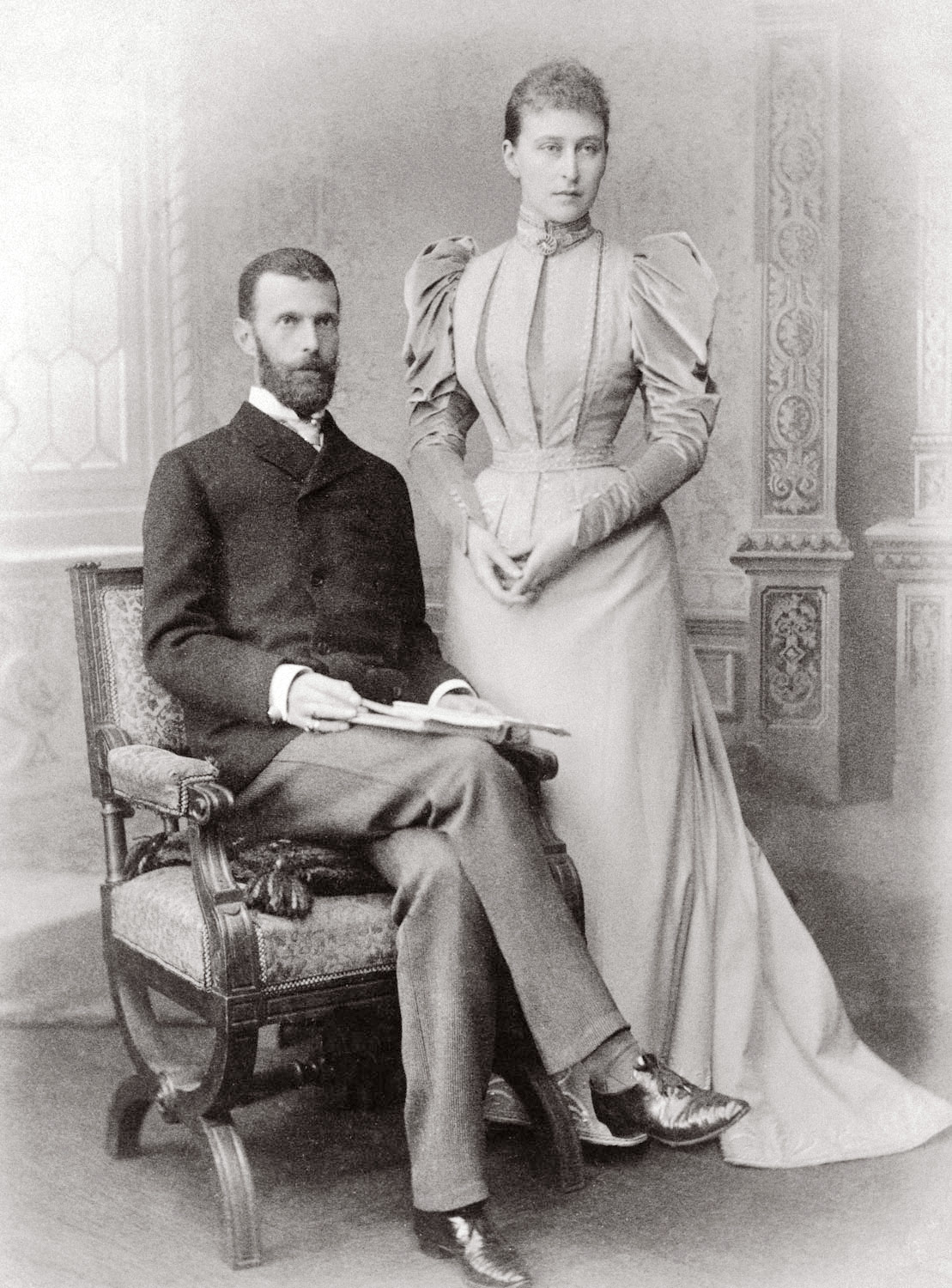
La grande-duchesse Élisabeth Feodorovna et son époux en 1893.

### Assassinat du grand-duc Serge
Le grand-duc Serge est un des artisans de la politique autoritaire et répressive de Nicolas II, dont il partage les opinions politiques. S'attirant de toute part des critiques pour ses actions, il démissionne en 1905 de son poste de gouverneur militaire de Moscou. Il sait aussi qu'il est la cible des révolutionnaires, et emménage donc avec sa famille au Palais Nicolas (Nikolaïevsky) du Kremlin.
Après une tentative avortée le 15 février 1905 au théâtre du Bolchoï, l'attentat ayant été annulé après que les révolutionnaires aient aperçu la grande-duchesse et leurs neveux et nièces dans la voiture, et décidé de ne pas tuer la famille du grand-duc,, le grand-duc Serge est assassiné, le 17 février 1905, par l'explosion d'une bombe à la nitroglycérine dans sa voiture. Le coupable est Ivan Kaliaïev, membre du parti des Combattants socialistes révolutionnaires. L'explosion désintègre la voiture, le grand-duc est tué sur le coup.
Au bruit, Élisabeth accourt sur les lieux du drame. Elle retrouve des morceaux de bois brûlé et des restes de tissu provenant des vêtements de son époux. À genoux dans la neige maculée de sang, la grande-duchesse donne ses instructions, puis recueille les restes de son époux.
 

D'après Edvard Radzinsky : 
« Élisabeth passa les jours précédant l'enterrement en prières. Sur la pierre tombale de son époux, elle fit écrire : Père, pardonne leur car ils ne savent pas ce qu'ils font. Elle avait compris dans son cœur et dans son âme le message des Écritures, et à la veille des funérailles, elle demanda à être conduite à la prison de Kaliaïev. Arrivée dans sa cellule, elle lui demanda : 

« - Pourquoi avez-vous tué mon époux ?
- J'ai tué Serge Alexandrovitch car il était une arme de la tyrannie. J'ai vengé le peuple, lui répondit-il.
- N'écoutez pas votre fierté. Repentez-vous et je supplierais l'empereur d'épargner votre vie. Je lui demanderai pour vous. Je vous ai moi-même déjà pardonné.
À la veille de la révolution, elle avait déjà trouvé la solution : le pardon ! Pardonner malgré la souffrance et le sang - et stopper à son début le cercle vicieux de la violence. Par son exemple, la pauvre Ella a interpellé la société, appelant le peuple à vivre selon la foi chrétienne.
- Non ! lui répliqua Kaliaïev. Je ne me repens pas. Je dois mourir pour mon action. Ma mort sera plus utile à ma cause que celle de Serge Alexandrovitch. »
Kaliaïev fut condamné à mort. « Votre sentence me convient, a-t-il-dit aux juges. J'espère qu'elle sera exécutée aussi publiquement que celle que j'ai exécuté au nom du Parti Socialiste Révolutionnaire. Apprenez à voir en face la révolution qui s'avance. »
 »
Ivan Kaliaïev est pendu le 23 mai 1905.

### Vie monastique

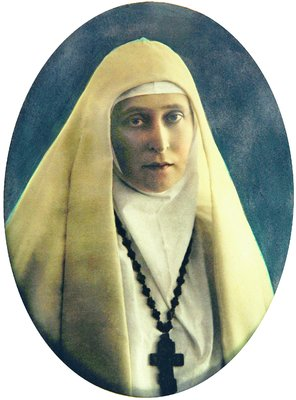
Portrait de la grande-duchesse en 1910.

Très affectée par l'assassinat de son époux, la grande-duchesse vend ses biens et bijoux, y compris son alliance, et achète au 34, rue Bolchaïa Ordynka à Moscou quatre maisons avec un vaste jardin. En février 1909, elle y fonde le couvent des Saintes-Marthe-et-Marie. Les six premières religieuses, non cloîtrées, ont pour vocation de s'occuper des pauvres de Moscou. Le 10 février 1909, la grande-duchesse quitte le Palais Nikolaïevsky et s'établit avec quelques religieuses au couvent. Elle y prononce ses vœux le 15 avril 1910. La tenue de ses religieuses diffèrent des autres ordres monastiques, car elles sont vêtues de blanc et portent un long voile blanc (l'apostolnik - Апостольник), avec une grande croix orthodoxe russe autour du cou. 
Au cours de la Première Guerre mondiale, la grande-duchesse Élisabeth prête assistance aux armées russes, en prodiguant des soins aux soldats blessés, mais aussi en rendant visite aux prisonniers allemands, ce qui provoque des rumeurs l'accusant de trahir la Russie.[réf. nécessaire]
En 1916, Élisabeth voit pour la dernière fois sa sœur Alix à Tsarskoye Selo. Bien que leur rencontre ait eu lieu en privé, le tuteur des enfants du tsar rapporte que durant leur discussion[réf. nécessaire], Élisabeth aurait exprimé son inquiétude face à l'influence de Raspoutine sur sa sœur et sur la cour, et aurait supplié la tsarine d'écouter ses avertissements ainsi que ceux de la famille impériale. Sa ferme condamnation de l'attitude de Raspoutine, qu'elle n'a jamais rencontré, provoque sa rupture avec sa sœur cadette. Élisabeth aurait été au courant du complot visant à assassiner Raspoutine, et aurait su qui allait le mettre à exécution. En effet, la nuit du meurtre, avant que l'information ne soit révélée au public, elle écrit deux télégrammes, l'un au grand-duc Dimitri Pavlovitch et l'autre à son amie Zénaïde Youssoupoff, où elle considère que l'assassinat du starets est un acte patriotique.

### Révolution d'Octobre et assassinat
En mars 1917, le gouvernement provisoire de Russie tente vainement de convaincre la grande-duchesse de quitter son couvent afin de se réfugier au Kremlin. La grande-duchesse Élisabeth refuse toutes les propositions qui auraient pu lui sauver la vie, notamment celle de l'empereur Guillaume II d'Allemagne. Après la Révolution d'Octobre 1917, les religieuses du monastère des Saintes-Marthe-et-Marie ne sont pas inquiétées. Mais en avril 1918, la grande-duchesse est arrêtée et exilée à Perm. Avant de quitter le monastère, elle bénit les religieuses en larmes.[réf. nécessaire] Seules la sœur Varvara Yakovleva et la sœur Catherine Yanytcheva suivent la grande-duchesse dans son exil.
En mai 1918, la grande-duchesse et les deux religieuses sont transférées au monastère Novo-Tikhvine à Ekaterinbourg situé non loin de la maison Ipatiev où sa sœur est retenue prisonnière. Peu de temps après, Élisabeth Feodorovna et les deux religieuses rejoignent les princes Ioann, Constantin et Igor, ainsi que le prince Vladimir Pavlovitch Paley, le grand-duc Serge Mikhaïlovitch et son secrétaire personnel Fiodor Semionovitch détenus à l'hôtel Atamanovka depuis le 3 mai. La grande-duchesse y fait la connaissance du jeune prince Vladimir Paley, neveu de son époux et issu du mariage morganatique du grand-duc Paul et de son épouse Olga Valerianovna, princesse Paley. La grande-duchesse, qui, quelques années auparavant, s'était naturellement opposée au mariage morganatique du grand-duc Paul, se prend d'affection pour son neveu.
Après deux semaines de détention à Ekaterinbourg, le Soviet régional de l'Oural décide le transfert des détenus. Le 20 mai 1918, la grande-duchesse et les autres détenus arrivent à Alapaïevsk et sont emprisonnés dans une école. Ils peuvent néanmoins correspondre avec leurs proches, jusqu'au 21 juin, date à laquelle le régime carcéral de la grande-duchesse et des autres détenus se durcit brusquement : les objets personnels sont saisis, les promenades extérieures et les correspondances interdites, les rations diminuées.
Dans la nuit 18 juillet 1918, les bolcheviques emmènent les prisonniers sur des charrettes, jusqu'au puits de la mine Selimskaïa. Ils sont alors précipités dans le puits vivants, à l'exception du grand-duc Serge Mikhaïlovitch de Russie qui, se débattant, est tué d'une balle dans la tête avant d'être à son tour jeté dans les profondeurs du puits. Les circonstances exactes du décès de la grande-duchesse sont floues : la chute n'ayant pas été fatale, il est possible que les bolcheviks tentèrent de tuer les prisonniers en jetant de gros morceaux de bois et des grenades au fond du puits, ou en leur tirant dessus au hasard, convaincus qu'aucun n'aurait la possibilité de sortir vivant des profondeurs du puits. Malgré cette tentative, les victimes sont encore en vie. Après le départ des bolcheviks, un homme des environs s'approcha discrètement du puits et entendit un chant religieux s'élevant des profondeurs du puits.
Lénine commente la nouvelle de sa mort en déclarant : « la vertu couronnée est un plus grand ennemi de la révolution que cent tsars tyranniques »,.

### Canonisation et réhabilitation
Comme pour les autres corps, la dépouille de la grande-duchesse Elisabeth est remontée le 8 octobre 1918 par les soldats de l'Armée blanche commandée par l'amiral Koltchak, puis inhumée dans la crypte de la cathédrale d'Alapaïevsk. Huit mois plus tard, suivant la retraite de l'Armée blanche, les cercueils sont transportés à Irkoutsk et y restent pendant six mois. Devant l'avancée de l'Armée rouge, en avril 1920, les cercueils transportés à Pékin sont placés dans la crypte de la chapelle de la mission orthodoxe russe. Par la suite l'église est démolie ; les cercueils restants seraient toujours en place, enfouis sous un terrain de golf.[réf. nécessaire]
Prévenue par message de Pékin, la marquise de Milford-Haven, sœur aînée de la grande-duchesse Élisabeth, fait transporter les cercueils de la grande-duchesse et de la sœur Varvara Yavovleva par mer, en passant par le canal de Suez, jusqu'à Jérusalem, voulant ainsi respecter le vœu de sa sœur. La grande-duchesse Élisabeth et la sœur Varvara Yavovleva sont finalement inhumées en l'église des Apôtres de Marie-Madeleine à Gethsémani en 1921.
Incorruptibilité du corps de la grande-duchesse Élisabeth. « Selon un témoin, lorsque l’on procéda à la translation du corps de la grande-duchesse du cercueil de bois dans un cercueil de zinc avant son transfert à Jérusalem, l’état de son corps stupéfia les personnes présentes : la grande-duchesse était couchée dans son cercueil, comme vivante, comme si elle venait d’être enterrée. Elle semblait lumineuse. Même la branche de sapin trouvée sur sa poitrine était fraîche et verte, comme fraîchement coupée ».
En 1981, la grande duchesse Élisabeth est canonisée comme nouvelle martyre par l'Église orthodoxe russe de l'étranger. Puis en 1992, l'Église orthodoxe russe déclara la grande-duchesse martyre de l'oppression de l'Union soviétique, et elle est canonisée comme la nouvelle martyre Élisabeth. Sainte Élisabeth Feodorovna de Russie est maintenant fêtée le 18 juillet (5 juillet, selon l'ancien calendrier). Le 6 juin 2009, le Parquet général de Russie annonce la réhabilitation de la grande-duchesse Élisabeth et des cinq autres membres de la famille impériale assassinés par les Bolcheviques lors de la Révolution russe. Le transfert de certaines reliques de la grande duchesse et de la religieuse Varvara intervient le 7 septembre 2009 et on effectua le prélèvement de certains de leurs ossements en mai 2009, en l'église Sainte-Marie-Madeleine à Jérusalem (deux os des épaules). Les ossements sont déposées dans un reliquaire en bois de cyprès et transférés au couvent des Saintes-Marthe-et-Marie de Moscou.

## Descendance
Bien que le couple soit resté stérile, Élisabeth et Serge adoptent les enfants du grand-duc Paul :
- Marie Pavlovna de Russie (18 avril 1890 - 13 décembre 1958) qui épouse le prince Guillaume de Suède, avec qui elle a un fils :

- - Lennart Bernadotte (8 mai 1909 - 21 décembre 2004) qui se marie deux fois, dont neuf enfants.

En 1917, elle se remarie avec Serguei Mikhailovitch Poutiatine, avec qui elle a un fils :
- - Roman Mikhailovitch Poutiatine (juin 1918 - 1919)

- Dimitri Pavlovitch de Russie (18 septembre 1891 - 5 mars 1942) tout d’abord fiancé à la grande-duchesse Olga Nikolaïevna de Russie[29], fille aînée du tsar Nicolas II et de son épouse Alix de Hesse-Darmstadt, sœur d’Élisabeth, et qui épouse finalement Audrey Emery, riche héritière américaine, avec qui il a un fils :

- - Paul Ilyinsky (27 janvier 1928 - 10 février 2004) qui se marie deux fois dont quatre enfants.

## Titulature et distinctions

### Titulature
- 1er novembre 1864 - 15 juin 1884 : Son Altesse grand-ducale la princesse Élisabeth de Hesse-Darmstadt
- 15 juin 1884 - 18 juillet 1918 : Son Altesse impériale la grande-duchesse Élisabeth Feodorovna de Russie
- Posthume : Sainte nouvelle martyre Élisabeth Feodorovna Romanov[30],[31]

### Distinctions
- 1er janvier 1883 : dame de l'ordre du Lion d'or
- 15 février 1884 : Dame grand-croix de l'Ordre de Sainte-Catherine
- Dame de l'ordre royal de Victoria et Albert, deuxième classe[32]

## Hommages
En Biélorussie, en Ukraine et en Russie, plusieurs monastères orthodoxes russes portent le nom de la grande-duchesse Élisabeth. On trouve ainsi un monastère Sainte-Élisabeth à Alapaïevsk, à Priosjorje (de), à Kaliningrad et à Minsk.
La grande-duchesse Élisabeth fait partie des dix Martyrs de l'abbaye de Westminster.

## Dans la littérature
La grande-duchesse Élisabeth et Ivan Kaliaïev sont des protagonistes de la pièce d'Albert Camus, Les Justes.